# 박종혁 (인천광역시의원)
박종혁(朴鍾赫, 1964년 12월 17일 ~ , 전북 익산)은 대한민국의 정치인이다. 부평구의원과 인천광역시의원을 역임했다.

## 학력
- 인천전문대학 무도과 졸업
- 인천대학교 공과대학 기계자동차공학과 졸업

## 경력
- 자유총연맹 부평구지부 운영위원
- 혁신태권도체육관 관장
- 2002.07 ~ 2006.06: 제4대 인천광역시 부평구의회 의원
- 부평의제21경제사회분과의원
- 2006.07 ~ 2010.06: 제5대 인천광역시 부평구의회 의원
- YWCA삼산복지관 자문운영위원
- 2010.07 ~ 2014.06: 제6대 인천광역시 부평구의회 의원
- 인천대학교 기계자동차 공학과 학생회장
- 2014.07 ~ 2018.04: 제7대 인천광역시 부평구의회 의원
  - 2014.07 ~ 2016.06: 제7대 인천광역시 부평구의회 전반기 의장
- 부평구 노인인력개발센터 운영위원
- 2018.07 ~ 2022.06: 제8대 인천광역시의회 의원
- 2022.07 ~ : 제9대 인천광역시의회 의원
  - 2022.07 ~ 2024.06: 제9대 인천광역시의회 전반기 부의장
  - 2022.07 ~ : 제9대 인천광역시의회 전·후반기 건설교통위원회 위원

## 역대 선거 결과
|  | 41.59% |

|  | 20.56% |

|  | 30.45% |

|  | 42.51% |

|  | 72.51% |

|  | 55.11% |